# Sender „Freies Deutschland“
 Der Sender „Freies Deutschland“ war ein deutschsprachiger sowjetischer Propagandasender des Nationalkomitees Freies Deutschland (NKFD), der von 1943 bis 1945 aus der Sowjetunion Radiosendungen für Frontsoldaten der Wehrmacht und  die Zivilbevölkerung in Deutschland ausstrahlte.

## Bildung des Senders "Freies Deutschland"
Der Sender „Freies Deutschland“ ging wenige Tage nach der Gründung des Nationalkomitees Freies Deutschland (NKFD) am 20. Juli 1943 in Betrieb. Adressaten waren sowohl die deutschen Frontsoldaten als auch die deutsche Zivilbevölkerung.
Gesendet wurde auf Kurzwelle; eine Abendsendung wurde zusätzlich auf Mittelwelle auf den Frequenzen 971 kHz und 610 kHz ausgestrahlt. Auf 610 kHz störte er erfolgreich das Programm des reichsdeutschen Soldatensender Siegfried, dessen Sitz Smolensk war. Deutscherseits wurde im Gegenzug eine Störung des Senders Freies Deutschland durch den Sender Heinrich in Mogilew versucht, was sich als unwirksam herausstellte.
Der Sender meldete sich mit der Kennung: „Achtung, Achtung! Hier spricht der Sender des Nationalkomitees Freies Deutschland! Wir sprechen im Namen des deutschen Volkes! Wir rufen zur Rettung des Reiches!“

## Redaktion des Senders
Die Redaktion des Senders „Freies Deutschland“, befand sich in einem umzäunten und bewachten Gebäude mit Garten in der Schablowka-Straße 34 in Moskau, das erst wenige Jahre zuvor fertiggestellt worden war und in dem zunächst sowjetrussische Fernsehsendungen für das Inland produziert wurden, die man jedoch mit Beginn des Krieges einstellte. Von diesem Gebäude aus gingen auch die Zwischenrufsendungen aus, die technisch so auf die deutschen Wellen eingestellt waren, dass Zwischenrufe eingeblendet werden konnten, die unvermittelt das Programm reichsdeutscher Sender unterbrachen. Als Zwischenrufer fungierte nach Angaben von Wolfgang Leonhard der KPD-Funktionär Paul Wandel.
Chefredakteur war der emigrierte KPD-Politiker Anton Ackermann. Zur Redaktion gehörten weiterhin Hans Mahle (Funktionär des Kommunistischen Jugendverbandes Deutschlands), der Schauspieler Gustav von Wangenheim sowie die Wehrmachtsangehörigen Herbert Stößlein, Matthäus Klein und Leopold Achilles. Ab 1944 wurden auch Fritz Erpenbeck, Max Keilson, Luitpold Steidle, Fritz Heilmann, Wolfgang Leonhard und Ernst Hadermann Teil der erweiterten Redaktion. Die Mitarbeiter waren sowohl Exilkommunisten als auch kriegsgefangene Militärs. Als Autoren traten u. a. Erich Weinert, Johannes R. Becher, Willi Bredel, Heinrich von Einsiedel, Lotte Loebinger, Wilhelm Pieck, Theodor Plivier sowie Walter Ulbricht, der zugleich Kontaktperson zu den russischen Propagandastellen war, auf. Ferner traten auch Generäle wie Walther von Seydlitz und Friedrich Paulus mit Aufrufen vor die Mikrofone des Senders »Freies Deutschland«. Die Nachrichten wurden von Fritz Heilmann verlesen, die militärischen Kommentare ab Mai 1944 von Wolfgang Leonhard. Gelegentlich sprang Li Weinert, die Frau Erich Weinerts ein. Nach Angaben Leonhards unterlief ihr einmal ein fürchterlicher Sprechfehler, als sie ansagte: „Hier spricht der Sender des Nationalsozialismus“, was jedoch für die Sprecherin folgenlos blieb.

## Programm des Senders
Zunächst wurden täglich drei Sendungen mit einer Gesamtdauer von einer Stunde ausgestrahlt, ab Oktober 1943 viermal täglich, ab Januar 1944 sechsmal und ab Juli 1944 achtmal täglich gesendet. Es standen einzelne Sendezeiten von anfangs 15 bis später 80 Minuten Dauer zur Verfügung. 20 bis 50 Prozent der Sendungen waren militärische Lagemeldungen, weiterhin Kommentare, Predigten, kulturelle Beiträge und operative Anweisungen sowie Grußsendungen in die Heimat: der „Heimatdienst“. Die Sendungen wurden teils live gesendet, teils aber auch, insbesondere wenn sie von Militärs kamen, aus Zensurgründen vorproduziert. Der Großteil der Beiträge des Senders stammte von den soldatischen Mitgliedern des Nationalkomitees Freies Deutschland. Die Arbeit des Senders wurde im September 1945 eingestellt.

### Rubrik „Heimatdienst“
In der Rubrik „Heimatdienst“ wurden regelmäßig Grüße deutscher Soldaten aus sowjetischer Kriegsgefangenschaft an ihre Familien und Freunde, aber auch Berichte über den Alltag, Unterkunft und Verpflegung in den Kriegsgefangenenlagern gesendet. Die Grüße wurden dabei zum Teil von Rundfunksprechern verlesen, zum Teil von den Kriegsgefangenen selbst auf Schallplatte gesprochen. Die Redakteure des Senders fuhren dazu mit einer transportable Aufnahmeapparatur für Schallplatten in Kriegsgefangenenlager, um für den „Heimatdienst“ des Senders persönliche Grußbotschaften kriegsgefangener Soldaten für ihre Angehörigen aufzuzeichnen. Dabei wurden auch die Anschriften der Angehörigen mit genannt. Die Hörer in Deutschland wurden stets aufgefordert, die gesendeten Grüße der Soldaten an die betroffenen Familien weiterzugeben. Aufgelockert wurden die Grüße der Kriegsgefangenen durch die Ausstrahlung von Unterhaltungsmusik.
Der Erfolg des Formats „Heimatdienst“ innerhalb der deutschen Zivilbevölkerung resultierte auch aus der von Reichspropagandaminister Joseph Goebbels verfügten erheblichen Einschränkung der Kontakte der in der Sowjetunion kriegsgefangenen Soldaten mit ihren Angehörigen in Deutschland; entsprechend hoch war die Ungewissheit der Familien über deren Schicksal. Goebbels hatte im Dezember 1942 die Post deutscher Kriegsgefangener aus der Sowjetunion zum möglichen „Einfallstor für die bolschewistische Propaganda in Deutschland“ erklärt und verfügt, dass die Karten „nicht mehr den Angehörigen ausgeliefert werden“. Dadurch wurde das Abhören des „Heimatdienstes“ oft die einzige Möglichkeit, etwas über das Schicksal eines in der Sowjetunion vermissten deutschen Soldaten zu erfahren.
Das Format „Heimatdienst“ erreichte seine Zielsetzung und die Adressaten in Deutschland offensichtlich. Nach den Sendungen des „Heimatdienstes“ schrieben zahlreiche Hörer in Deutschland die in den Sendungen genannten Familien an. Überliefert ist beispielsweise ein Brief eines unbekannten Absenders an die Ehefrau eines Wehrmachtssoldaten, in dem es heißt: „Ihr lb. Mann lässt [!] viele Grüße bestellen durch den Sender ‚Freies Deutschland’. Er ist gesund und munter in russischer Kriegsgefangenschaft.“
In einem Bericht der Gestapo-Außenstelle in Gera vom 15. September 1943 heißt es zu Art und Umfang der Reaktionen auf die Grußmitteilungen der Kriegsgefangenen per Rundfunksendung, „dass seit den Kämpfen um Stalingrad – Januar 1943 – die deutsche Bevölkerung und zwar diejenigen Teile, die Angehörige bei der Wehrmacht haben und die (nämlich die Soldaten) vermisst gemeldet worden sind, von anonymen Zuschriften überschwemmt werden, in denen die anonymen Schreiber mitteilen, dass sie durch die Verbreitung eines Rundfunksenders des Auslands erfahren hätten, dass die deutschen Soldaten in sowjetrussischer Kriegsgefangenschaft seien und dort gut behandelt würden“.

### Rubrik christliche Sendungen
Durch den Sender „Freies Deutschland“ wurden regelmäßig christliche Andachten und Morgenfeiern übertragen, die von in Kriegsgefangenschaft befindlichen katholischen und evangelischen Wehrmachtsgeistlichen durchgeführt wurden. Überliefert sind z. B. die Morgenandachten des Pfarrers Mathias Klein aus Göttingen, des evangelischen Wehrmachtpfarrer Schröder aus Neumünster (auch Mitglied des Nationalkomitees), des Franziskanerpaters Wothkow aus Breslau, des katholischen Wehrmachtspfarrers Josef Kaiser (auch Mitglied des Nationalkomitees), Kriegspfarrer Dr. Aloys Ludwig aus Bous (Saar) (Kaplan der Pfarrei St. Marien in Neunkirch/Saar), des katholischen Wehrmachtspfarrers Peter Mohr aus Boppard. In den Sendungen wurde aus christlicher Ethik heraus gegen die Hitler-Diktatur argumentiert, zur Beendigung des Kriegs und der NS-Herrschaft aufgerufen.

## Einstufung als „Feindsender“
Der Sender „Freies Deutschland“ galt als sogenannter Feindsender. Das Abhören und die Weiterverbreitung der gehörten Nachrichten war in Deutschland seit dem Erlass der „Verordnung über außerordentliche Rundfunkmaßnahmen“ vom 1. September 1939 mit Strafe bedroht und konnte auch zur Todesstrafe führen, Verstöße wurden durch die Gestapo und die Sondergerichte verfolgt. Die sogenannten „Rundfunkverbrechen“ wurden meist in Tateinheit mit „Hochverrat“ oder „Vorbereitung zum Hochverrat“, „Wehrkraftzersetzung“ und „Feindbegünstigung“ abgeurteilt. Der Volksgerichtshof verhängte wegen des Abhörens und Weiterverbreitens von Nachrichten des „Heimatdienstes“ des Senders „Freies Deutschland“ an Familienangehörige von deutschen Kriegsgefangenen auch Todesurteile gegen die Überbringer der mitgehörten Lebenszeichen der Kriegsgefangenen.
Der Empfang der Sendungen wurde durch deutsche Stellen aktiv gestört und durch den „Sonderdienst Seehaus“ des Reichsministeriums für Volksaufklärung und Propaganda in Berlin-Wannsee mitgehört und schriftlich aufgezeichnet.